# Zoológico de Santa Bárbara
El Zoológico de Santa Bárbara (en inglés: Santa Barbara Zoo ) ocupa unos 30 acres (12 hectáreas) cerca del mar en Santa Bárbara, California al oeste de los Estados Unidos. Anteriormente era conocido como Child's Estate Zoo. El zoológico ha sido calificado en numerosas ocasiones como uno de los mejores zoológicos pequeños de la nación estadounidense. Cuenta con 600 animales en numerosas exposiciones, incluyendo carpinchos y cóndores de California, y es famoso por haber tenido una jirafa con el cuello torcido. Se abrió por primera vez en agosto de 1963.